# نورة (فلم)
نورة فيلم سعودي بدأ عرضه في الدورة الثالثة من مهرجان البحر الأحمر السينمائي الدولي في ديسمبر 2023م، وهو من بطولة يعقوب الفرحان وماريا بحراوي وعبد الله السدحان، وسيناريو إخراج توفيق الزايدي.
وهو أول فيلم سعودي يصور بالكامل في منطقة العلا. كما يُعد أول فيلم سعودي يشارك بمسابقات مهرجان كان السينمائي، حيث اختاره المهرجان للمشاركة في دورته الــ 77 ضمن مسابقة "نظرة ما" حيث نال الفيلم تنويه خاص من لجنة تحكيم المسابقة. وقد أُنتج الفيلم بدعم من برنامج "ضوء" من هيئة الأفلام التابعة لوزارة الثقافة السعودية، ومهرجان البحر الأحمر السينمائي الدولي، بالإضافة إلى فيلم العُلا.

## القصة
تدور أحداث الفيلم بين «نادر» الفنان الذي تخلى عن الرسم وانتقل لتعليم أطفال قرية في غرب السعودية، وبين «نوره» التي تعيش مع شقيقها الصغير «نايف» حياة مستقلة بعد أن تُوفي والداهما في حادث سير عندما كانت صغيرة، وتتناول أحداث الفيلم علاقة اكتشاف فني بين «نادر» و«نوره».

## طاقم التمثيل
- يعقوب الفرحان.
- ماريا بحراوي.
- عبد الله السدحان.[11][12]
- عائشة كي.[13]

## الجوائز والتكريم
- فاز سيناريو فيلم نورة بجائزة ضوء لدعم الأفلام من هيئة الأفلام ووزارة الثقافة السعودية في سبتمبر 2019.[14]
- جائزة أفضل فيلم سعودي من مهرجان البحر الأحمر السينمائي الدولي (الدورة الثالثة) 2023م.[15]